# Projektion (psykologi)
Projektion, en term som används inom psykologin för att beskriva en primitiv (tidig) försvarsmekanism som en person begagnar sig av då den inte vill eller kan kännas vid sina egna svagheter, utan tillskriver andra personer eller sin omgivning dessa egenskaper för att försvara sin självbild. Enligt Sigmund Freud är detta en psykologisk försvarsmekanism, som verkar för att förmildra ens egna oönskade tankar, värden, etc. Personen (A) vill bli "rentvådd", varför denne projicerar sin svaghet på en annan person (B), i till exempel sociala sammanhang för att få bekräftelsen av andra att svagheten ej längre kan associeras med en själv och på så sätt rentvår sig själv (A). Projektion kan anses vara en tidig fas av internalisering, det omedvetna upptaget av andra personers egenskaper, attityder och värden och hos små barn är det en del av utvecklingen.  
Hos friska vuxna är beteendet vanligare under kristider, och det är en vanlig härskarteknik i organisationer, där obehagliga tankar eller händelser överförs på andra personer. Annars är projektion vanligt bland de med paranoida, narcissistiska eller emotionellt instabila personligheter.
Ett närbesläktat begrepp är projektiv identifikation, där den som utsätts börjar identifiera sig med och tro på anklagelserna, trots att de är ogrundade.